# Il mito tragico dell'Angelus di Millet
Il mito tragico dell'Angelus di Millet è un'opera di Salvador Dalí, scritta in francese tra gli anni 1932 e 1935. Nel 1933 ne compare il prologo nella rivista Minotaure, con sei illustrazioni; la copia del libro, perduta nel 1941, nel momento della fuga da Arcachon, poche ore prima dell'occupazione nazista, venne poi ritrovata e pubblicata in Francia nel 1963. Nel 1978, con l'editore Óscar Tusquets, Dalì decide di apportarvi alcune modifiche, correggendo alcuni particolari e aggiungendo immagini per facilitare la comprensione del testo.
Il libro è ritenuto l'opera più rappresentativa del metodo paranoico-critico elaborato da Dalì, che utilizza e reinterpreta il principio dell’“automatismo psichico” teorizzato da André Breton, padre del movimento surrealista, e le suggestioni della tesi sulla psicosi paranoica dello psicoanalista francese Jacques Lacan

Jean-François Millet, L'Angelus (1857-1859), olio su tela

## L'opera
Osservando il quadro L'Angelus, un dipinto a olio del pittore francese Jean-François Millet che raffigura due contadini in preghiera, Dalí intuisce che la tela nasconde qualcosa. Il quadro diventa per lui oggetto di una vera e propria ossessione, e la sua ricerca lo porta a supporre che uno degli oggetti che si intravedono nel dipinto, una cesta di verdure, nasconda in realtà la bara di un bambino, sulla quale starebbero vegliando i due contadini. Nel 1963 riesce a convincere il Louvre a fare una radiografia del quadro e il risultato conferma che la cesta ai piedi della donna nasconde una forma sepolcrale, proprio come Dalí aveva supposto, che sarebbe stata cancellata dallo stesso Millet su indicazione di un amico, per ridurre l'effetto melodrammatico del dipinto.
Il libro è diviso in tre capitoli, che corrispondono alle tre fasi del metodo paranoico-critico, definito da Dalì "un metodo spontaneo di conoscenza irrazionale basato sull'associazione interpretativo-critica dei fenomeni deliranti". La prima fase è costituita dalla visione di immagini e dalla presenza dell'elemento ossessivo. Il processo critico avviene in seguito, attraverso la razionalizzazione della paranoia e dei suoi effetti, e si conclude con la fase della creazione artistica.
L'artista spagnolo utilizza la pittura come mezzo per conoscere le sue ansie, le sue fantasie e le sue frustrazioni e il dipinto di Jean-François Millet diventa un pretesto per un'autoanalisi psicologica della sessualità e dei traumi ad essa legati.

### Primo capitolo
Nel primo capitolo Dalì descrive i "fenomeni deliranti" primari e secondari. Il fenomeno delirante primario è un'allucinazione visiva che accade in maniera improvvisa; i fenomeni deliranti secondari sono associazioni generate dall'immagine ossessiva, strettamente collegati al fenomeno primario. Questo collegamento non è esplicito ed è compito del soggetto, Dalì in questo caso, ricostruirlo.
Racconta il pittore spagnolo che nel giugno 1932, senza alcuna spiegazione, gli apparve nella mente l’immagine dell’Angelus di Millet, un dipinto che conosceva bene fin dall'infanzia, poiché una sua copia si trovava appesa ad una parete della scuola elementare da lui frequentata.
(Il mito tragico, p. 25)
Questa apparizione, che gli provocò uno stato di disagio e turbamento, avrebbe rappresentato il fenomeno delirante iniziale, al quale ne sarebbero seguiti altri. Da quel momento in poi, infatti, il quadro sarebbe diventato per lui un’ossessione. Il primo fenomeno delirante secondario avvenne sulla spiaggia, mentre Dalì era intento a giocare con alcune pietre. Attratto dalla loro forma e plasticità, si accorse di averne sistemate due, dalle forme antropomorfiche, in maniera del tutto inconscia, riprendendo la costruzione del quadro di Jean-François Millet.
Il secondo fenomeno delirante secondario sarebbe avvenuto mentre attraversava un prato di erba folta. Al centro del prato, volendo evitare un pescatore che stava avanzando, gli urtò contro, perché entrambi, per scansarsi, fecero lo stesso movimento, quasi fossero una sola persona davanti allo specchio. Questo incidente gli riportò alla mente il dipinto di Millet, in precedenza dimenticato.
Successivamente si sarebbero verificati altri cinque fenomeni deliranti secondari. Nel primo, nel quale immagina due pietre che rappresentano i personaggi del dipinto di Millet, l'artista nota che nella sua fantasia la figura maschile appare erosa, curva e deformata meccanicamente dall’azione del tempo. Il secondo è costituito da un sogno, ambientato nel museo di Storia Naturale di Madrid nel momento del crepuscolo. Nel centro della sala degli insetti gli compare la coppia dell'Angelus riprodotta in sculture dalle dimensioni colossali; all'entrata del museo sogna di consumare un rapporto sessuale con la moglie e musa Gala Éluard Dalí. Il terzo episodio riguarda una fantasia sperimentale: immagina di sommergere dei dipinti in liquidi diversi per valutarne l’effetto (sommerge un lato dell’Angelus nel latte tiepido). Il quarto episodio avviene passeggiando in automobile per una stradina di El Port de la Selva, mentre osserva la vetrina di un negozio. Qui nota che le tazze esposte riproducono il nome Angelus e il dipinto stesso di Millet e questo gli causa ansia e paranoia. L’ultimo episodio avviene nel momento in cui ritrova tra le scartoffie del suo ufficio una riproduzione di ciliegie (rosse, gialle e giallognole). In una mano ha una cartolina con l’immagine dell’Angelus di Millet e nell'altra il disegno, e per un momento li confonde e ciò gli crea ulteriore angoscia. Nella parte conclusiva del primo capitolo Dalì tenta di definire l’eccezionalità degli eventi e il legame con il dipinto e i fenomeni deliranti che ne derivano.

### Secondo capitolo
Servendosi di numerose immagini, illustrazioni, fotografie, cartoline e riproduzioni basate sul quadro, che conobbe una larghissima diffusione, Dalì elenca casi di manifestazioni ossessive causate dal dipinto. Egli ripone l'eccezionale originalità dell'Angelus nella sua composizione, gestualità e carica espressiva. Descrive l'attitudine di attesa della donna del dipinto di Millet come "un fattore di aggressione chiarissima", paragonandola a quella di un pugile o di un canguro prima di spiccare il salto, ed evocando infine la posa della mantide religiosa. Nell'analizzare i fenomeni deliranti Dalì ricollega gli episodi a eventi che hanno segnato la sua vita dall'infanzia all'età adulta, affrontando temi come hobby infantili, sessualità e rapporto con la madre.

### Terzo capitolo
Il terzo capitolo rappresenta la chiusura del cerchio. Dalì ricostruisce i passaggi del metodo, avvenuti in maniera subconscia, e descrive il risultato del processo, ovvero la creazione del mito dell'Angelus di Millet da lui ideato, articolandolo in tre fasi. La prima fase è rappresentata dall'attesa che precede l'aggressione sessuale della donna (o madre) nei confronti dell'uomo (o figlio). La seconda fase consisterebbe nell'atto sessuale vero e proprio che assume connotati selvaggi e quasi primordiali. L'ultima fase si conclude con la femmina che divora il maschio, come avviene nel rapporto sessuale fra le mantidi. Dalì conclude l'excursus affermando che il fenomeno paranoico si può capire solo a posteriori, dopo una riconciliazione mediata dalla dialettica del delirio surrealista.

## Il rapporto di Dalì con i temi dell'opera
Nell'Angelus Dalì vede la rappresentazione di un accoppiamento brutale tra madre e figlio, utilizzando la metafora della mantide religiosa. L'opera di Millet, comunemente ritenuta l'archetipo della semplicità e della purezza del mondo rurale, secondo Dalì nasconde invece un dramma, localizzato nello spazio vuoto posto fra la donna e l'uomo. Dentro tale spazio si consumerebbe la relazione incestuosa e cannibalistica della madre nei confronti del figlio. La testa inclinata e le mani piegate sul ventre della donna, evocherebbero secondo Dalì la mantide religiosa, nel momento che precede l'atto della copulazione. Nella sua interpretazione del dipinto, il figlio, incarnato nella figura mascolina, morirebbe assaltato dalla madre. È questa è una lettura molto forte in senso psicoanalitico, che manifesterebbe il complesso di castrazione vissuto dall'artista, "falso ricordo" di una fellatio della madre e della sua conseguente punizione per la trasgressione, tradotta dall'atto di nell'essere divorato e annientato.
Uno dei fenomeni deliranti secondari, importante per capire la psiche del pittore catalano, è quello che riguarda l'immersione di un quadro in un cubo di latte. All'origine di questa fantasia ci sarebbero dei ricordi riconducibili a fatti realmente accaduti: un divieto della madre, rivolto all'artista quand'era bambino, di avvicinarsi a una pianta che emanava latte e, sempre nello stesso periodo, la raccomandazione di alcuni compagni di scuola di non strofinarsi il pene sulla pianta, perché l'organo sessuale si sarebbe ingrossato fino a causare la morte del suo possessore. Questo trauma infantile avrebbe condotto Dalì a provare terrore per l'atto sessuale in quanto portatore di morte, e a condurlo all'impotenza nell'età adulta, aggravata dal complesso di castrazione.

## Il tema dell'Angelus nelle opere di Dalì
Il dipinto di Jean-François Millet ha influenzato Dalì e la sua produzione artistica. Nel 1933 produce Gala e l'Angelus di Millet precedente l'arrivo imminente degli anamorfosi conici, nel quale è dipinta una stanza in cui compare la moglie Gala, sorridente, e sopra la porta, una copia dell'Angelus di Jean-François Millet. Nel 1934 dipinge Atavismo del crepuscolo, una rivisitazione in chiave introspettiva ed angosciante delle figure dei due contadini. La figura femminile è ritratta dell'atto di pregare, mentre quella maschile nasconde il proprio sesso con un cappello. Dalì esegue una seconda versione del dipinto due anni più tardi, chiamata Reminescenza archeologica dell'Angelus di Millet, collocando le figure in Catalogna e reinterpretandole e stilizzandole. In un'ulteriore versione abbozza un disegno (opera senza titolo) che inverte i ruoli delle due figure: la donna è china su un carretto, simbolo del talamo, e viene presa da dietro dall'uomo in un rapporto sessuale. Questo disegno rappresenterebbe un'evoluzione rispetto ai precedenti, in quanto la donna non sarebbe più rappresentata come dominatrice, tentatrice e distruttrice della virilità e l'uomo non sarebbe più relegato a una posizione di subalternità.